# Тараканов, Роман Захарович
Роман Захарович Тараканов (27 октября 1929, Анга, Сибирский край — 6 июня 2016) — советский и российский учёный-сейсмолог, доктор физико-математических наук.

## Биография
Родился 27 октября 1929 года в селе Анга Качугского района Иркутской области.
В 1952 году — окончил физико-математический факультет Иркутского государственного университета по специальности «физика».
После учёбы всю жизнь на протяжении 63 лет до выхода на пенсию работал в ИМГиГ ДВО РАН.
В 1955—1957 годах — руководил отделом сейсмологии, в 1965—1986 годах — лабораторией сейсмологии.
С 1986 года занимал должность ведущего научного сотрудника лаборатории сейсмологии.
В 1969 году — защитил кандидатскую диссертацию, а в 2006 году (в возрасте 76 лет) — докторскую диссертацию, тема: «Сейсмичность, глубинное строение и сейсмическая опасность Курило-Охотского региона».

## Научная деятельность
Научная деятельность неизменно была связана с геофизическими и сейсмологическими исследованиями на Дальнем Востоке России.
Получил первые и очень важные результаты в исследованиях сейсмического режима и сейсмического районирования Дальнего Востока, особенностей распространения сейсмических волн и глубинного строения земной коры и верхней мантии зоны перехода от Азиатского континента к Тихому океану.
Провел работы по созданию региональных годографов сейсмических волн, разработал полиастеносферную модель строения верхней мантии Земли и модели двойной сейсмофокальной зоны, проанализировал взаимосвязь сейсмичности с вулканизмом и аномалиями геофизических полей региона, определил предельные магнитуды землетрясений в Курило-Камчатской зоне. В последние годы активно занимался апробацией новых годографов, которые позволяли более надежно определять параметры дальневосточных землетрясений.
Впервые описал открытую коллективом сейсмологов под его руководством южнее континентального склона Курило-Камчатского глубоководного жёлоба сейсмофокальную зону, названную его именем.
Автор и соавтор 6 монографий, 5 геолого-геофизических атласов и более 230 научных работ.

### Научно-организационная деятельность
Много лет являлся заместителем председателя дальневосточной секции Межведомственного совета по сейсмологии и сейсмостойкому строительству при Президиуме АН СССР.
Являлся членом редакционной коллегии журнала «Вулканология и сейсмология», международной исследовательской группы по геодинамическому проекту, куратором работ по сейсмологии при составлении международного Атласа Тихого океана.

## Награды
- Орден «Знак Почёта»
- Медаль «В ознаменование 100-летия со дня рождения Владимира Ильича Ленина» (1970)
- Почетная грамота Президиума РАН

### Атласы
- Землетрясения на Курильских островах и в Охотском море. Землетрясения и цунами // Атлас Сахалинской области. — М. : ГУГК при СМ СССР, 1967. — С. 41—44 (в соавт. с С. Л. Соловьевым, О. Н. Соловьевой, Л. С. Оскорбиным, Го Чан Нам и др.).
- Сейсмичность, сейсмическая активность и сотрясаемость, сейсмическое районирование // Геолого-геофизический Атлас Курило-Камчатской островной системы / Под ред. К. С. Сергеева, М. Л. Красного. — Л. : ВСЕГЕИ, 1987. — С. 33—35 (в соавт. с Ч. У. Ким, Н. В. Левым и др.).
- Разрезы сейсмофокальных зон Филиппинского желоба, желоба Манилы и региона Тонга-Кермадек // Международный геолого-геофизический Атлас Тихого океана : Атлас / Межправительственная океанограф. комиссия (ЮНЕСКО) ; Рос. акад. наук ; Ин-т геохимии и аналит. химии им. В.И. Вернадского и др. — М. : МОК (ЮНЕСКО) ; СПб. : ПКО «Картография», 2003. — С. 104. — ISBN 585120166-5.

### Статьи
- Характеристика курило-камчатских землетрясений по наблюдениям близких станций за 1952—1954 гг. // Изв. АН СССР. Сер. геофиз. 1955. — № 5. — С. 401—415 (в соавт с Монаховым Ф. И.).
- Закономерности пространственного распределения гипоцентров Курило-Камчатского и Японского регионов // Геофизические исследования зоны перехода от Азиатского континента к Тихому океану. — М.: Наука, 1977. — С. 67—77 (в соавт. с Ч. У. Ким, Р. И. Сухомлиновой).
- Some inferences on the upper mantle structure and deep processes occuring in the Northwest Pacific :  [англ.] // Canadian Journal of Earth Sciences. — 1976. — Vol. 13, № 11. — P. 1725. — ISSN 0008-4077.

### Диссертационные исследования
- Сейсмичность, глубинное строение и сейсмическая опасность Курило-Охотского региона : Дисс. д. физ.-мат. наук. — Южно-Сахалинск, 2006.